# North Mississippi Allstars
North Mississippi Allstars est un groupe américain de rock, originaire de Hernando, dans le Mississippi. Le groupe se compose des frères Luther Dickinson (guitare, lowebow, chant) et Cody Dickinson (batterie, claviers, planche à laver, chant). Leur dernier album, Set Sail, sort en 2022.

## Histoire
Le groupe est formé en 1996 par les frères Luther et Cody Dickinson (fils du musicien et producteur de Memphis Jim Dickinson), ainsi que par le bassiste Chris Chew, avec l'intention de combiner le blues et le bluegrass du nord du Mississippi avec le rock et d'autres formes modernes. Leur premier album Shake Hands with Shorty est nommé pour le Grammy Award du meilleur album de blues contemporain. Leurs albums suivants, 51 Phantom et Electric Blue Watermelon, sont nommés dans la même catégorie. Le groupe remporte également le Blues Music Award du « meilleur nouvel artiste » débutant en 2001.
À partir de 2000, les frères Dickinson et Chew participent également au supergroupe The Word avec Robert Randolph et John Medeski. Le groupe fait ses débuts à la télévision en 2000 dans l'émission Late Night with Conan O'Brien et est l'orchestre maison de l'émission Last Call with Carson Daly pendant une courte période en 2004. Le guitariste Duwayne Burnside, fils du musicien de blues du Mississippi R. L. Burnside, collabore souvent avec le groupe et en devient un membre officiel en 2003-2004. Le groupe accompagne John Hiatt sur l'album Master of Disaster et la tournée associée en 2005.
Les albums des North Mississippi Allstars sont connus pour accueillir de nombreuses vedettes invitées ; par exemple, leur album Electric Blue Watermelon, sorti en 2005 comprend des apparitions de Lucinda Williams, Robert Randolph, le Dirty Dozen Brass Band et Otha Turner. Luther Dickinson rejoint les Black Crowes en 2007 et se consacre aux deux groupes jusqu'en 2011 ; il apparaît sur trois albums studio des Black Crowes. Pendant cette période, Cody Dickinson et Chris Chew forment le projet parallèle Hill Country Revue.
Chew quitte le groupe en 2015. Depuis lors, les frères Dickinson dirigent le groupe avec une équipe tournante de musiciens de soutien. Leur album Prayer for Peace, sorti en 2017, atteint la première place du Billboard Blues Albums Chart, et leur album Up and Rolling, sorti en 2019, est sélectionné comme « album de blues préféré » par AllMusic. 

## Discographie
- 2000 : Shake Hands With Shorty (Tone-Cool)
- 2001 : 51 Phantom (Uni/Tone)
- 2003 : Polaris (Artemis)
- 2004 : Hill Country Revue: Live at Bonnaroo (ATO)
- 2005 : Electric Blue Watermelon (Ato)
- 2008 : Hernando
- 2009 : Do It Like We Used to Do: Live 96-08
- 2011 : Keys To The Kingdom (Songs of the South)
- 2013 : World Boogie Is Coming
- 2015 : Freedom and Dreams (avec Anders Osborne)
- 2017 : Prayer for Peace
- 2019 : Up And Rolling
- 2022 : Set Sail

## Distinctions
| Année | Nommé                      | Prix                                          | Résultat   | Réf.   |
| ----- | -------------------------- | --------------------------------------------- | ---------- | ------ |
| 2020  | Up and Rolling             | Grammy Award de l'album de blues contemporain | Nomination | [ 13 ] |
| 2020  | Up and Rolling             | Blues Music Award de l'album blues rock       | Nomination | [ 14 ] |
| 2018  | Prayer for Peace           | Blues Music Award de l'album blues rock       | Nomination | [ 14 ] |
| 2018  | North Mississippi Allstars | Blues Music Award du groupe de l'année        | Nomination | [ 14 ] |
| 2005  | Electric Blue Watermelon   | Grammy Award de l'album de blues contemporain | Nomination | [ 13 ] |
| 2002  | 51 Phantom                 | Grammy Award de l'album de blues contemporain | Nomination | [ 13 ] |
| 2001  | Shake Hands with Shorty    | Blues Music Award du « meilleur début »       | Lauréat    | [ 14 ] |
| 2000  | Shake Hands with Shorty    | Grammy Award de l'album de blues contemporain | Nomination | [ 13 ] |